# Stoßparameter

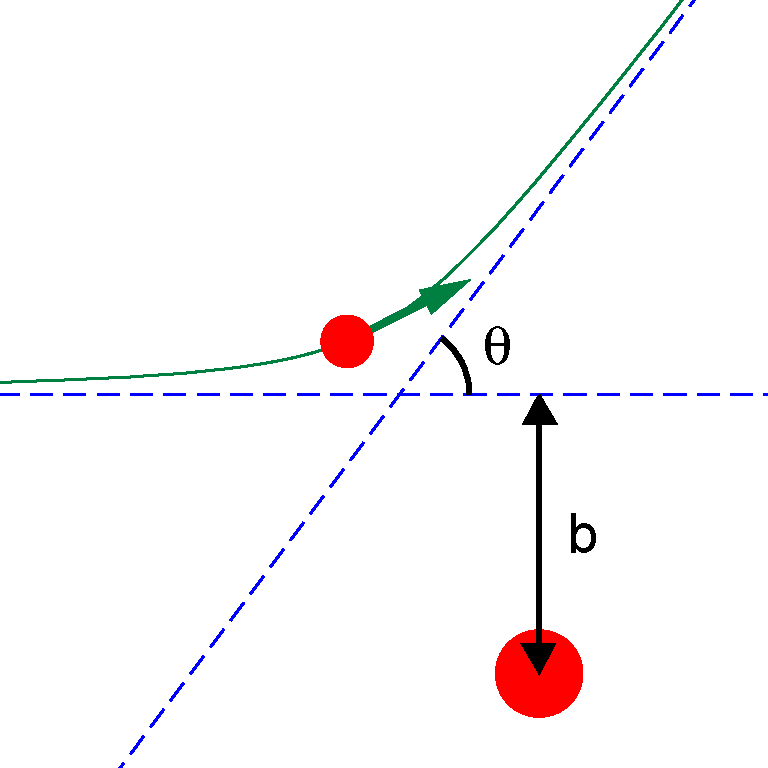
Stoßparameter b und Streuwinkel θ.

Als Stoßparameter {\displaystyle b} bezeichnet man in der Physik der Stöße zweier Teilchen den minimalen Abstand ihrer Schwerpunkte, wenn zwischen den beiden Teilchen keine Kraft wirken würde, so dass sie sich auf geradlinigen Bahnen passieren würden. Geometrisch handelt es sich um den Abstand (Normalenvektor) eines Teilchens zur momentanen (relativen) Flugrichtung des anderen Teilchens.
{\displaystyle {\vec {b}}={\hat {v}}\times ({\vec {r}}\times {\hat {v}})}
mit dem Einheitsvektor {\displaystyle {\hat {v}}={\tfrac {\vec {v}}{|v|}}} der relativen Geschwindigkeit v und dem momentanen Abstand beider Teilchen r
Für die Bahn eines Teilchens in einem raumfesten Kraftfeld, das von einem Punkt ausgeht, dem Streuzentrum, bezeichnet der Stoßparameter analog den minimalen Abstand zu diesem Punkt, wenn er nicht durch das Kraftfeld abgelenkt würde. Durch Umformen der Definitionsgleichung erkennt man den im Zweikörperproblem konstanten spezifischen Drehimpuls ρ:
{\displaystyle {\vec {r}}\times {\vec {v}}={\vec {b}}\times {\vec {v}}={\tfrac {\vec {L}}{m}}=r^{2}{\vec {\omega }}={\vec {\rho }}}
mit {\displaystyle |{\vec {b}}\times {\vec {v}}|=b\ v}
Für die Vereinfachung der mathematischen Behandlung von Stößen zweier Teilchen wird das Geschehen meist aus dem Schwerpunktsystem heraus betrachtet. Dabei lässt sich ihm die Bahn eines einzelnen Teilchens mit der reduzierten Masse in einem raumfesten Kraftfeld zuordnen, wobei die Kraft dieselbe Abhängigkeit vom Abstand hat. Der Teilchenabstand entspricht dabei dem Abstand zum Streuzentrum, so dass der Stoßparameter bei dieser Betrachtung gleich bleibt. 